# Талапану (Мехединци)
Талапану (рум. Tălăpanu) насеље је у Румунији у округу Мехединци у општини Брезница-Мотру. Oпштина се налази на надморској висини од 152 m.

## Становништво
Према подацима из 2002. године у насељу је живело 42 становника, од којих су сви румунске националности.